# 加芙列拉·帕特丽夏·查韦斯
加芙列拉·帕特丽夏·查韦斯（西班牙語：Gabriela Patricia Chávez；1989年4月9日—），阿根廷女子足球运动员，司职中场，目前效力于博卡青年竞技俱乐部和阿根廷国家女子足球队。她曾代表阿根廷参加2023年国际足联女子世界杯。